# Duino-Aurisina
Duino-Aurisina é uma comuna italiana da região do Friuli-Venezia Giulia, província de Trieste, com cerca de 8.753 habitantes. Estende-se por uma área de 45 quilômetros quadrados, tendo uma densidade populacional de 195 hab/km². Faz fronteira com Doberdò del Lago (GO), Monfalcone (GO), Sgonico, Trieste.

## Demografia
| Variação demográfica do município entre 1861 e 2011                               |
|                                                                                   |
| Fonte: Istituto Nazionale di Statistica (ISTAT) - Elaboração gráfica da Wikipedia |